# 忙牙長
忙牙長（ぼうがちょう）は、中国の通俗歴史小説『三国志演義』に登場する架空の武将。
孟獲配下の武将で、黄驃馬に乗り、截頭の大刀を使う。孟獲本隊が諸葛亮の軍と初めて対峙した際、先陣を切って蜀の武将王平と戦ったものの、張嶷・張翼・趙雲たちの挟み撃ちに遭い敗走する。夾山峪では馬岱と一騎討ちをするが、一太刀で斬られてしまう。
挿絵や漫画などのイラストの媒体の多くで、水牛に騎乗しているためかインパクトの強い人物である。